# Thư Cừ Mông Tốn
Thư Cừ Mông Tốn (giản thể: 沮渠蒙逊; phồn thể: 沮渠蒙遜; bính âm: Jǔqú Méngxùn) (368–433) là một người cai trị của nước Bắc Lương thời Ngũ Hồ thập lục quốc trong lịch sử Trung Quốc, và là vua đầu tiên của thị tộc Thư Cừ. Người anh em họ của ông là Thư Cừ Nam Thành (沮渠男成) và ông ta ban đầu ủng hộ Đoàn Nghiệp làm vua Bắc Lương vào năm 397 sau khi nổi dậy chống Hậu Lương. Song vào năm 401, Thư Cừ Mông Tốn đã lừa Đoàn Nghiệp để ông ta ra lệnh xử tử Thư Cừ Nam Thành, và sau đó dùng cớ này để tấn công và giết chết Đoàn Nghiệp, đoạt lấy ngôi vị về mình. Ông vẫn duy trì được sự tồn tại đất nước, song trên danh nghĩa cũng đã chấp thuận trở thành một chư hầu của Hậu Tần, Đông Tấn, và Bắc Ngụy. Ông được coi là một người có tài cai trị khi còn trẻ, song khi về già ông được cho là độc ác và chuyên quyền.

## Trước khi lên ngôi
Thư Cừ Mông Tốn sinh năm 368, song có ít tư liệu về những năm đầu đời của ông. Ông có tổ tiên Hung Nô, và tổ tiên của ông được cho là tả thư cừ (một tước quan không rõ về phận sự) của các Thiền vu Hung Nô, và do vậy họ bắt đầu dùng Thư Cừ làm họ của mình. Sau đó, dưới thời cai trị của Tiền Tần và Hậu Lương, Thư Cừ Mông Tốn được biết đến với kiến thức rộng về lịch sử và các mưu kế quân sự, bị cả thứ sử Lương Hi (梁熙) của Tiền Tần và hoàng đế Lã Quang của Hậu Lương e ngại, và do vậy ông đã cố gắng chuyển hướng chú ý của họ bằng cách uống rượu thật nhiều và dành nhiều thời gian cho những việc phù phiếm.
Năm 397, Lã Quang cử em trai Lã Diên (呂延) đi đánh Tây Tần, song Lã Diên đã rơi vào bẫy của vua Khất Phục Càn Quy của Tây Tần và bị giết chết. Các chú bác của Thư Cừ Mông Tốn là Thư Cừ La Cừu (沮渠羅仇) và Thư Cừ Khúc Chúc (沮渠麴粥) là các thuộc cấp của Lã Diên, và khi Lã Diên chết, Lã Quang đã tin vào các lời vu cáo chống lại họ rồi cho hành hình. Thư Cừ Mông Tốn hộ tống quan tài của hai người để trở về quê hương tại Trương Dịch (張掖, nay thuộc Trương Dịch, Cam Túc) và sau đó thuyết phục các bộ lạc Hung Nô khác nổi dậy chống lại Hậu Lương. Ban đầu, ông bị con trai của Lã Quang là Lã Toản đánh bại và phải chạy trốn vào các ngọn núi, song ngay sau đó ông đã hội quân cùng Thư Cừ Nam Thành (沮渠男成), người đang bao vây Kiến Khang (建康, cũng thuộc Trương Dịch ngày nay) và thuyết phục Đoàn Nghiệp (thái thú quận Kiến Khang) chấp thuận làm lãnh đạo quân nổi dậy, lập nước Bắc Lương. Ngay sau đó, Lã Quang phải đương đầu với một cuộc nổi loạn của Quách Nôn (郭黁) và đã triệu hồi Lã Toản về kinh thành đối phó, vì vậy mà đất nước non trẻ của Đoàn Nghiệp vẫn có thể tồn tại. Thư Cừ Mông Tốn gia nhập cùng Đoàn Nghiệp, và trở thành một tướng chính của đất nước. Năm 398, Đoàn Nghiệp sai ông đi chống lại một cháu trai của Lã Quang tên là Lã Chuẩn (呂純), và Thư Cừ Mông Tốn đã bắt được Lã Chuẩn, khiến cho toàn bộ các thành còn lại của Hậu Lương ở phía tây của Trương Dịch phải khuất phục trước Bắc Lương, lãnh thổ Bắc Lương vì thế tiếp tục được mở mang. Đoàn Nghiệp do đó đã phong tước hầu cho Thư Cừ Mông Tốn. Con trai của Lã Quang là Lã Hoằng (呂弘) ngay sau đó đã bỏ Trương Dịch, và Đoàn Nghiệp đã cho dời đô đến Trương Dịch và còn cố đuổi theo Lã Hoằng. Lã Hoằng đã đánh bại Đoàn Nghiệp và gần như đã giết được người này, song Thư Cừ Mông Tốn đã cứu Đoàn Nghiệp. Năm 399, khi Đoàn Nghiệp xưng là Lương vương, ông ta phong cho Thư Cừ Mông Tốn là một trong hai thừa tướng, cùng chia sẻ trách nhiệm với Lương Trung Dong (梁中庸). Cũng trong năm đó, khi Bắc Lương bị quân Hậu Lương dưới quyền chỉ huy của thái tử Lã Thiệu và Lã Toản tấn công, theo đề xuất của Thư Cừ Mông Tốn nên Đoàn Nghiệp đã không giao chiến, buộc Lã Thiệu và Lã Toản phải rút quân khi viện binh của Nam Lương do Thốc Phát Lợi Lộc Cô chỉ huy đến trợ giúp cho Bắc Lương. Năm 400, khi tướng Vương Đức (王德) nổi loạn, Đoàn Nghiệp đã sai Thư Cừ Mông Tốn đi đánh dẹp, và Thư Cừ Mông Tốn đã đánh bại được Vương Đức và khi người này chạy trốn, Thư Cừ Mông Tốn đã bắt vợ con của ông ta.
Tuy nhiên, đến năm 401, Đoàn Nghiệp rất lo ngại về các chiến lược và khả năng của Thư Cừ Mông Tốn, và ông đã tính đến việc đưa Thư Cừ Mông Tốn đến một nơi nào đó xa xôi. Thư Cừ Mông Tốn biết được sự nghi ngờ của Đoàn Nghiệp nên đã cố gắng che giấu tham vọng của mình. Tuy nhiên, vào thời gian này, do ông thường xuyên bị Mã Quyền (馬權, người mà Đoàn Nghiệp dựa vào rất nhiều) xúc phạm nên ông đã vu cáo Mã Quyền tội phản nghịch, và Đoàn Nghiệp đã cho xử tử Mã Quyền. Thư Cừ Mông Tốn sau đó bảo với Thư Cừ Nam Thành rằng Đoàn Nghiệp thiếu khả năng và không phải là một người cai trị thích hợp, và cố thuyết phục Thư Cừ Nam Thành nổi dậy chống lại Đoàn Nghiệp. Khi Thư Cừ Nam Thành từ chối, Thư Cừ Mông Tốn đã yêu cầu được rời khỏi kinh thành để làm thái thú của quận Tây An (西安, cũng thuộc Trương Dịch ngày nay), và Đoàn Nghiệp đã chấp thuận. Thư Cừ Mông Tốn sau đó lập bẫy cả Thư Cừ Nam Thành và Đoàn Nghiệp, ông hẹn với Thư Cừ Nam Thành đi tế lễ các thần thánh ở Lan Môn sơn (蘭門山, gần Trương Dịch) vào một ngày nghỉ, song lại vu cáo thông qua Hứa Hàm (許咸) rằng Thư Cừ Nam Thành định nổi loạn và sẽ khởi sự vào ngày mà ông ta thỉnh cầu được đến Lan Môn sơn tế lễ. Khi Thư Cừ Mông Tốn thỉnh cầu Đoàn Nghiệp về việc đi tế lễ, Đoàn Nghiệp đã cho bắt và lệnh cho Thư Cừ Nam Thành phải tự sát. Lúc này, Thư Cừ Nam Thành đã nhận ra được âm mưu của Thư Cừ Mông Tốn, ông ta nói với Đoàn Nghiệp rằng đây là một dấu hiệu rằng Thư Cừ Mông Tốn là quân phiến loạn và rằng hãy giữ lại mạng của ông ta để ông ta có thể chống lại cuộc nổi loạn của Thư Cừ Mông Tốn khi nó xảy ra. Đoàn Nghiệp tuy vậy vẫn không tin lời Thư Cừ Nam Thành và cho xử tử. Thư Cừ Mông Tốn sau đó đã lấy cớ Đoàn Nghiệp xử tử Thư Cừ Nam Thành để khích động dân chúng nổi loạn chống lại Đoàn Nghiệp, và dân chúng đã thực sự nổi dậy vì họ khá tôn kính Thư Cừ Nam Thành. Quân nổi loạn nhanh chóng chiếm được Trương Dịch. Bất chấp Đoàn Nghiệp van xin, Thư Cừ Mông Tốn vẫn giết chết Đoàn Nghiệp. Tất cả các quan lại của Bắc Lương đều tán thành việc Thư Cừ Mông Tốn tiếp nhận ngai vàng, và Thư Cừ Mông Tốn đã lên ngôi với tước hiệu Trương Dịch công.

## Thời kỳ đầu trị vì
Thư Cừ Mông Tốn đã thăng cấp cho một số người được cho là có khả năng, và người dân trong nước được thuật lại là đã hài lòng. Trên danh nghĩa, ông chịu làm một chư hầu của nước Hậu Tần dưới thời hoàng đế Diêu Hưng, mặc dù vậy, trên thực tế thì đất nước vẫn độc lập. Tuy nhiên, ông đã ngay lập tức phải đối mặt với khủng hoảng khi các quận Tửu Tuyền (酒泉) và Lương Ninh (涼寧) nổi loạn và trở thành một phần của Tây Lương. Ông trở nên lo sợ, và cử Thư Cừ Noa (沮渠挐) cùng Trương Tiềm (張潜) đến gặp thúc phụ Diêu Thạc Đức (姚碩德) của Diêu Hưng (Diêu Thạc Đức mới đó đã bao vây kinh thành Cô Tang (姑臧, nay thuộc Vũ Uy, Cam Túc) của Hậu Lương và buộc hoàng đế Lã Long của Hậu Lương phải khuất phục), từ bỏ đất nước cho Hậu Tần. Diêu Thạc Đức tỏ vẻ hài lòng, song đến khi trở về Bắc Lương, trong khi Trương đề đề nghị đầu hàng như vậy song Thư Cừ Noa lại chống lại, và Thư Cừ Mông Tốn, trong lúc này vẫn là một chư hầu của Hậu Tần, đã cho xử tử Trương Tiềm và chưa từng thực sự từ bỏ đất nước. Ông cũng cố gắng thiết lập hòa bình với vua Thốc Phát Lợi Lộc Cô của Nam Lương, ban đầu đã cử con trai Thư Cừ Hề Niệm (沮渠奚念) đến Nam Lương làm con tin, song Thốc Phát Lợi Lộc Cô đã từ chối Thư Cừ Hề Niệm, nói rằng người này còn quá trẻ để là một con tin có ý nghĩa và đòi Bắc Lương phải đưa Thư Cừ Noa đến. Mặc dù ban đầu đã từ chối, Thư Cừ Mông Tốn đã phải thực hiện theo yêu cầu của Nam Lương sau khi ông bị Thốc Phát Lợi Lộc Cô đánh bại trong một trận chiến.
Năm 402, khi Cô Tang phải chịu một nạn đói nghiêm trọng, Thư Cừ Mông Tốn đã tiến đánh Hậu Lương, khiến cho Lã Long phải cầu cứu Nam Lương, song trước khi quân Nam Lương đến cứu viện, Lã Long đã đánh bại được Thư Cừ Mông Tốn, và Thư Cừ Mông Tốn đã thiết lập hòa bình với Lã Long, đưa lương thảo đến Hậu Lương để cứu đói.
Khoảng tết năm 403, Lương Trung Dong, người tiếp tục vai trò là một triều thần chủ chốt sau khi Thư Cừ Mông Tốn truất ngôi của Đoàn Nghiệp, đã chạy trốn đến chỗ vua Lý Cảo của nước Tây Lương. Thay vì giết chết vợ con của Lương Trung Dong, Thư Cừ Mông Tốn lại gửi họ đến chỗ ông ta.
Cuối năm đó, do bị Thư Cừ Mông Tốn và Thốc Phát Lợi Lộc Cô liên tục tấn công và tài lực đất nước bị suy kiệt, Lã Long đã cảm thấy rằng mình không thể duy trì đất nước được thêm nữa, và đã từ bỏ đất nước (lúc đó chỉ bao gồm vùng quanh Cô Tang) cho Hậu Tần. Ông ta cũng thuyết phục tướng Tề Nan (齊難) của Hậu Tần tiến đánh Thư Cừ Mông Tốn, song Thư Cừ Mông Tốn đã đẩy lùi được cuộc tấn công của Tề Nan và sau đó thiết lập hòa bình với tướng này. Thư Cừ Mông Tốn đã cử Thư Cừ Noa (đã trở về từ Nam Lương) đến kinh thành Trường An của Hậu Tần để chuyển lời tuyên bố chịu khuất phục tới hoàng đế Diêu Hưng. Đến cuối năm, ông nhận được tin rằng hai thúc phụ và cũng là các tướng là Thư Cừ Thân Tín (沮渠親信) và Thư Cừ Khổng Đốc (沮渠孔篤) tham nhũng và làm hại thần dân, ông đã buộc họ phải tự sát. Trong khi đó, ông đã chấp thuận tước hầu mà Diêu Hưng ban cho để thể hiện sự khuất phục, mặc dù vậy ban đầu ông tỏ ra bực tức vì vua Thốc Phát Nục Đàn của Nam Lương được Diêu Hưng phong cho tước công, tức là có tước hiệu cao hơn ông.
Năm 405, Lý Cảo dời đô từ Đôn Hoàng (敦煌, nay thuộc Đôn Hoàng, Cam Túc) đến Tửu Tuyền, gần hơn với Trương Dịch để gây áp lực hơn nữa cho Thư Cừ Mông Tốn.
Vào mùa xuân năm 406, Thốc Phát Nục Đàn phát động một chiến dịch lớn để tấn công Bắc Lương, song Thư Cừ Mông Tốn đã có thể giữ được Trương Dịch, buộc Thốc Phát Nục Đàn phải rút lui. Vào mùa thu năm 406, Thư Cừ Mông Tốn tiến hành một cuộc tấn công bất ngờ vào Tửu Tuyền, bước đầu đã đánh bại được Lý Cảo, song ông đã không thành công trong việc bao vây Tửu Tuyền và buộc phải rút lui.
Vào mùa thu năm 407, Thốc Phát Nục Đàn thực hiện một cuộc tấn công khác vào Bắc Lương, song Thư Cừ Mông Tốn cũng đã có thể đánh bại được ông ta.
Năm 410, Thốc Phát Nục Đàn và Thốc Phát Câu Diên (禿髮俱延) phát động các cuộc tấn công liên tiếp vào Bắc Lương, và Thư Cừ Mông Tốn không những đã xua đuổi được bọn họ mà sau đó còn tiến hành phàn công và bao vây Cô Tang (Thốc Phát Nục Đàn đã dời đô về đây sau khi được Diêu Hưng ban cho vào năm 406). Do Thốc phát Nục Đàn trước đó đã thực hiện một vụ hành quyết tập thể lớn sau một cuộc nổi loạn bất thành, nên người dân Cô Tang đã suy sụp trong lo sợ, và có trên 10.000 hộ đã đầu hàng Bắc Lương. Thốc Phát Nục Đàn sợ hãi trước Thư Cừ Mông Tốn và một cuộc nổi loạn của Chiết Quật Cơ Trấn (折屈奇鎮) ở phía nam, nên đã thiết lập hòa bình với Thư Cừ Mông Tốn và chuyển thủ đô về phía nam đến Lạc Đô (樂都, nay thuộc Hải Đông, Thanh Hải). Tuy nhiên, ngay sau khi ông ta dời khỏi Cô Tang, Hầu Kham (侯諶) và Tiêu Lãng (焦朗) đã chiếm quyền kiểm soát Cô Tang và khuất phục trên danh nghĩa Thư Cừ Mông Tốn, còn thực tế thì họ tự cai quản Cô Tang. Vào mùa thu năm 410, Thư Cừ Mông Tốn tấn công Tây Lương và đánh bại thế tử Lý Hâm và còn bắt được tướng Chu Nguyên Hổ (朱元虎), và sau đó ông đã thiết lập hòa bình với Lý Cảo khi Lý Cảo dùng vàng bạc để chuộc Chu Nguyên Hổ.
Vào mùa xuân năm 411, khi Tiêu Lãng vẫn trấn giữ Cô Tang, Thư Cừ Mông Tốn đã vây thành và bắt giữ ông ta song lại tha tội. Ông để Thư Cừ Noa trấn thủ Cô Tang và sau đó tiến đánh Nam Lương, bao vây Lạc Đô, và chỉ chịu rút quân sau khi Thốc Phát Nục Đàn cử con trai là Thốc Phát An Chu (禿髮安周) đến Bắc Lương làm con tin. Tuy nhiên, Thốc Phát Nục Đàn ngay sau đó lại phản công, và ban đầu đã đạt được thắng lợi, song Thư Cừ Mông Tốn đã truy kích theo quân của Thốc Phát Nục Đàn và đánh bại ông ta, một lần nữa lại bao vây Lạc Đô và buộc Thốc Phát Nục Đàn phải gửi một người con trai khác tên là Thốc Phát Nhiễm Can (禿髮染干) làm con tin trước khi lui quân. Vào mùa thu năm 411, Thư Cừ Mông Tốn đã thực hiện một cuộc tấn công bất ngờ vào Tây Lương song đã không thành công, và ông rút quân khi đã cạn nguồn lương thảo, Lý Cảo đã cử Lý Hâm dẫn quân đuổi theo và đánh bại ông.
Vào mùa đông năm 412, Thư Cừ Mông Tốn dời đô từ Trương Dịch đến Cô Tang, và ông xưng là Hà Tây vương.

## Thời kỳ trị vì giữa
Năm 413, Thư Cừ Mông Tốn lập con trai Thư Cừ Chính Đức (沮渠政德) làm người kế vị. Vào mùa hè năm đó, ông đã đẩy lùi một cuộc tấn công của Thốc Phát Nục Đàn, và sau đó đã bao vây Lạc Đô trong suốt 20 ngày song không thể chiếm được thành. Ông đã nối lại việc tấn công khi tướng Thốc Phát Văn Chi (禿髮文支) của Thốc Phát Nục Đàn đầu hàng ông, buộc Thốc Phát Nục Đàn phải gửi Thốc Phát Câu Diên đến làm con tim.
Cũng trong năm 413, khi Thư Cừ Mông Tốn đang ngủ, một hoạn quan tên là Vương Hoài Tổ (王懷祖) đã cố ám sát ông, song chỉ làm ông bị thương ở chân. Mạnh Vương hậu đã bắt giữ rồi chặt đầu Vương. Cũng vào năm 413, mẫu thân của Thư Cừ Mông Tốn qua đời.
Với việc Tây Tần tiêu diệt Nam Lương vào năm 414, Bắc Lương và Tây Tần bắt đầu một loạt các cuộc chiến tranh với nhau, Thư Cừ Mông Tốn thường chiến thắng trước vua Khất Phục Sí Bàn của Tây Tần. Năm 416, sau một trận chiến bất phân thắng bại, Bắc Lương và Tây Tần thiết lập hòa bình.
Năm 417, Thư Cừ Mông Tốn đã cố đặt bẫy Lý Hâm (lúc này đã kế vị Lý Cảo) bằng cách cho tướng Thư Cừ Quảng Tông (沮渠廣宗) giả vờ đầu hàng Tây Lương, còn Thư Cừ Mông Tốn ẩn quân chờ phục kích. Tuy nhiên, Lý Hâm đã nhận ra cái bẫy và rút lui, và khi Thư Cừ Mông Tốn đuổi theo, Lý Hâm đã đánh bại ông.
Năm đó, Thư Cừ Mông Tốn trở nên sợ hãi và giận dữ khi ông nghe được tin tướng Lưu Dụ của Đông Tấn đã tiêu diệt Hậu Tần và chiếm lãnh thổ của nước này, ông sợ rằng Lưu Dụ tiếp theo sẽ chống lại đất nước của mình. Khi viên quan Lưu Tường (劉祥) soạn một tường thuật cho ông và cười, Thư Cừ Mông Tốn giận dữ nói, "Sao nhà ngươi lại dám cười khi hay tin Lưu Dụ đã vào Hàm Cốc quan!" và cho chặt đầu Lưu Tường. Nỗi sợ hãi của ông đã hạ bớt sau khi Lưu Dụ trở lại lãnh thổ của Tây Tần trước đây vào năm 417, và tiêu tan hoàn toàn khi hoàng đế Hách Liên Bột Bột của nước Hạ đè bẹp đội quân Đông Tấn dưới quyền chỉ huy của Lưu Nghĩa Chân (劉義真, con trai Lưu Dụ) vào năm 418.
Năm 418, Thư Cừ Mông Tốn thực hiện một cuộc tấn công vào Tây Lương, song Lý Hâm đã từ chối giao chiến, và ông lại phải rút quân. Cuối năm đó, ông trở thành một chư hầu của Đông Tấn.
Năm 420, Thư Cừ Mông Tốn lập một cãi bẫy khác cho Lý Hâm. Ông đã giả vờ tấn công thành Hạo Môn (浩亹, nay thuộc Hải Đông, Thanh Hải) của Tây Tần, song khi đến Hạo Môn, ông đã ngay lập tức rút quân và ẩn quân ở Xuyên Nham (川巖, gần Trương Dịch). Lý Hâm do bị lừa rằng việc phòng thủ của Thư Cừ Mông Tốn đã bị nới lỏng nên đã quyết định tấn công Trương Dịch, bất chấp lới khuyên từ Tống Dao và Trương Thế Thuận, cũng như Doãn Thái hậu. Khi ông ta đến gần Trương Dịch, Thư Cừ Mông Tốn đã chặn và đánh bại quân Tây Lương. Các tướng của Lý Hâm sau đó đã khuyên ông ta nhanh chóng rút lui về kinh đô Tửu Tuyền, song Lý Hâm lại nói rằng vì ông ta đã ông nghe lời mẫu thân nên chỉ có thể nhìn mặt bà một lần nữa sau khi có được một chiến thắng, và lại giao chiến với Thư Cừ Mông Tốn, và lần này quân Tây Lương còn thảm bại hơn lần trước còn bản thân ông ta thì bị giết trong trận chiến. Thư Cừ Mông Tốn nhanh chóng đánh chiếm Tửu Tuyền và hầu hết lãnh thổ của Tây Lương. Ông chủ yếu duy trì chính sách cố làm yên lòng dân Tây Lương và kết hợp các quan lại Tây Lương vào chính quyền của mình, bao gồm cả em trai khác bố của Lý Cảo là Tống Dao (宋繇). Vào mùa đông năm 420, em trai của Lý Hâm là Lý Tuân đã chiếm lấy Đôn Hoàng và cố tái lập Tây Lương, Thư Cừ Mông Tốn ban đầu đã cử Thư Cừ Chính Đức đi bao vây Đôn Hoàng. Vào mùa xuân năm 421, đích thân ông tiến đánh Đôn Hoàng, và khi Lý Tuân cố gắng để đầu hàng, ông đã từ chối. Thuộc hạ của Lý Tuân là Tống Thừa (宋承) đã nổi dậy và dâng thành cho Thư Cừ Mông Tốn, Lý Tuân nghe tin đã tự sát, Tây Lương diệt vong. Trái với chính sách bình định mà ông đã thực hiện ở Tửu Tuyền, Thư Cừ Mông Tốn đã tàn sát dân chúng Đôn Hoàng.
Với việc Tây Lương bị diệt, Thư Cừ Mông Tốn lại nối loạn các cuộc tấn công chống Tây Tần, và mặc dù các cuộc tấn công ban đầu của ông đã bị Tây Tần đẩy lui song chúng đã khiến Tây Tần kiệt quệ, sức mạnh của nước này cũng bắt đầu suy sụp. Tại một số thời điểm, ông còn khuyến khích thái tử Thốc Phát Hổ Đài của Thốc Phát Nục Đàn nổi loạn chống lại Tây Tần, hứa hẹn sẽ cho cựu thái tử mượn hai quận và quân lính, song sau khi âm mưu của Thốc Phát Hổ Đài, liên quan đến cả Thốc Phát Vương hậu (vợ của Khất Phục Sí Bàn), bị phát hiện, Khất Phục Sí Bàn đã ra lệnh xử tử Thốc Phát Hổ Đài và Vương hậu. Một số thành viên của gia tộc Thốc Phát chạy trốn đến Bắc Lương.
Năm 421, tướng Đường Khiết (唐契), một tướng của Tây Lương trước đây và cũng là anh/em rể của Lý Hâm, đã nổi loạn tại vị trí trấn giữ của mình ở Tấn Xương (晉昌, nay thuộc Tửu Tuyền, Cam Túc), và phải đến năm 423 thì Thư Cừ Chính Đức mới đánh bại được Đường Khiết, song Đường Khiết cùng huynh đệ là Đường Hòa (唐和) và cháu trai là Lý Bảo (李寶, con trai của Lý Hâm) đã chạy trốn đến Y Ngô (伊吾, nay thuộc Kumul, Tân Cương) kiên trì chống đối dai dẳng ở đó.
Cũng trong năm 423, Thư Cừ Mông Tốn đã gửi triều cống đến triều đại kế thừa Đông Tấn là Lưu Tống, do Lưu Dụ thành lập vào năm 420. Con trai của Lưu Dụ là Lưu Tống Thiếu Đế Lưu Nghĩa Phù đã xác nhận tước hiệu Hà Tây vương của Thư Cừ Mông Tốn. Vào mùa thu cùng năm, khi quân Nhu Nhiên tiến đánh Bắc Lương, Thư Cừ Mông Tốn đã cử Thư Cừ Chính Đức đi đánh Nhu Nhiên, song Thư Cừ Chính Đức đã bị đánh bại và bị giết. Thư Cừ Mông Tốn sau đó đã lập người con trai thứ là Thư Cừ Hưng Quốc (沮渠興國) làm người kế vị.
Năm 426, một trận chiến quyết định đã chấm dứt phần lớn mối đe dọa của Tây Tần đối với Hậu Lương. Khất Phục Sí Bàn và thái tử Khất Phục Mộ Mạt đã phát động một cuộc tấn công lớn vào Bắc Lương. Thư Cừ Mông Tốn đã gửi sứ giả thuyết phục hoàng đế nước Hạ là Hách Liên Xương tấn công bất ngờ kinh thành Phu Hãn (枹罕, nay thuộc Lâm Hạ, Cam Túc) của Tây Tần. Hách Liên Xương đã cử tướng Hô Lô Cổ (呼盧古) đi đánh Uyển Xuyên và Vi Phạy (韋伐) đi đánh Nam An (南安, nay thuộc Định Tây, Cam Túc), và Tây Tần chỉ có thể giữ được Uyển Xuyên và để mất Nam An. Vào mùa đông năm 426, quân Hạ do Hô Lô Cổ và Vi Phạt chỉ huy tiến đánh Phu Hãn, buộc Khất Phục Càn Quy phải dời đô đến Định Liên (定連, cũng thuộc Lâm Hạ ngày nay), và hai tướng này sau đó đã chiếm được một thành quan trọng khác của Tây Tần là Tây Bình (西平, nay thuộc Tây Ninh, Thanh Hải), và trong khi họ rút lui sau đó, Tây Tần đã bị giáng cho một đòn lớn. Đến cuối năm, với việc Thái Vũ Đế Thác Bạt Đảo của Bắc Ngụy lần lượt đánh bại Hách Liên Xương, chiếm Trường An và gần như đoạt được kinh thành Thống Vạn (統萬, nay thuộc Du Lâm, Thiểm Tây) của Hạ, Thư Cừ Mông Tốn đã cử sứ thần đến xin làm chư hầu của Bắc Ngụy.
Năm 428, khi Khất Phục Sí Bàn qua đời và Khất Phục Mộ Mạt lên kế vị, Thư Cừ Mông Tốn đã thực hiện một cuộc tấn công lớn vào Tây Tần. Khất Phục Một Mạt đã gửi trả tướng Thư Cừ Thành Đô (沮渠成都) mà Khất Phục Sí Bàn đã bắt vào năm 422 để cầu hòa, và hai nước đã có một thỏa ước hòa bình. Tuy nhiên, chỉ vài tháng sau đó, Thư Cừ Mông Tốn đã cho nối lại các cuộc tấn công vào Tây Tần.

## Thời kỳ trị vì cuối
Năm 429, Thư Cừ Mông Tốn mở một chiến dịch lớn khác để đánh Tây Tần, song trong chiến dịch, Thư Cừ Hưng Quốc đã bị bắt, và Thư Cừ Mông Tốn đã buộc phải rút quân. Ông ngay sau đó đã gửi một lượng ngũ cốc đễn chỗ Khất Phục Mộ Mạt để yêu cầu chuộc Thư Cừ Hưng Quốc, song Khất Phục Mộ Mạt đã từ chối, và Thư Cừ Mông Tốn đã lập em trai cùng mẹ với Thư Cừ Hưng Quốc là Thư Cừ Bồ Đế (沮渠菩提) làm thế tử. (Khất Phục Mộ Mạt phong cho Thư Cừ Hưng Quốc một chức quan và gả em gái cho.)
Năm 431, hoàng đế Hách Liên Định của nước Đại tiêu diệt nước Tây Tần và giết chết Khất Phục Mộ Mạt, rồi sau đó đất Tây Tần cũ lại bị vua Mộ Dung Mộ Hội (慕容慕璝) của Thổ Dục Hồn đánh chiếm, Thư Cừ Mông Tốn nay đã có biên giới trực tiếp với Bắc Ngụy, ông đã gửi con trai Thư Cừ An Chu đến Bắc Ngụy làm con tim để thể hiện lòng trung thành. Đáp lại, hoàng đế Bắc Ngụy đã cử viên quan Lý Thuận (李順) đến Bắc Lương để trao cho ông một số tước hiệu cấp cao, bao gồm cả tước Lương vương.
Năm 432, Thư Cừ Mông Tốn lúc này đã cao tuổi, được thuật lại là chuyên quyền và tàn bạo, các thần dân của ông từ đó trở đi phải chịu đựng nỗi thống khổ. Khi Lý Thuận quay trở lại lãnh thổ của ông, ông ban đầu đã từ chối cúi đầu để nhận chiếu chỉ của hoàng đế Bắc Ngụy, song khi Lý Thuận cảnh báo rằng hành vi thiếu tôn trọng như vậy sẽ bị trừng phạt, ông đã phải làm như vậy. Năm 433, ông lâm bệnh nặng, và các quý tộc và quan lại đã cho rằng Thư Cừ Bồ Đề còn quá trẻ để kế vị, và do vậy đã phế truất Thư Cừ Bồ Đề và đưa Thư Cừ Mục Kiền lên thay thế. Thư Cừ Mông Tốn qua đời ngay sau đó, và Thư Cừ Mục Kiền lên kế vị.